# Област Сенбоку
Област Сенбоку (јап. 泉北郡) Senboku-gun се налази у префектури Осака, Јапан. 
2009. године, у области Сенбоку живело је 17.659 становника и густину насељености од 4.380 становника по км². Укупна површина је 4,03 км².

## Вароши
- Тадаока

## Светилишта
- Светилиште Митами